# リー・エバンス
リー・エドワード・エバンス（Lee Edward Evans、1947年2月25日 - 2021年5月19日）は、アメリカ合衆国の元陸上競技選手。男子400mの元世界記録保持者で、1968年メキシコシティーオリンピック男子400mおよび4×400mリレーの2種目で金メダルを獲得した。

## 概要
エバンスは、1966年に4×400mリレーで2分59秒6という史上初めて3分の大台を突破する世界記録を、アメリカチームの一員として達成した。
翌年には、4×220ヤードリレーで1分22秒1の世界記録も達成した。
エバンスは、1968年のメキシコシティオリンピックの選考会で、44秒0の世界記録を樹立。ついで、オリンピック本番でも、決勝で43秒86の世界新記録で金メダルを獲得した。
また、4×400mリレーでもアンカーをつとめ、2分56秒16の世界新記録で金メダルを獲得した。
このとき樹立した、400mと4×400mリレーの世界記録はその後20年にわたって破られることなく輝き続けた。
2021年5月19日、死去。74歳没。